# Вале Марчана (Рим)
Вале Марчана је насеље у Италији у округу Рим, региону Лацио.
Према процени из 2011. у насељу је живело 35 становника. Насеље се налази на надморској висини од 190 м.